# Grimoald Bavarski
Grimoald ali Grimvald iz dinastije Agilolfingov je bil približno od leta 715 do svoje smrti vojvoda Bavarske, * ni znano, † 725.
Bil je najmlajši sin Teoda Bavarskega in njegove žene Folhaide in stric Svanahilde, druge žene Karla Martela. Sprva je bil s svojimi tremi brati Teodbertom, Teobaldom in Tasilom II. sovladar Bavarske, po smrti vseh treh bratov pa približno  od leta 719 edini vladar. 
Njihov oče je za svoja sovladarja najprej imenoval svoja najstarejša sinova, potem pa je vojvodino razdelil na štiri dele.  Delitev vojvodine ni povsem jasna. Zgleda, da je Grimoald vladal ali iz Freisinga, ki je kasneje postal sedež škofije, ali iz Salzburga.  Po Teodovi smrti je med brati izbruhnila vojna, v kateri so do leta 719 umrli vsi bratje razen Grimoalda.
Grimoald je leta 724 na Bavarsko povabil svetega  Korbinijana, da bi širil krščanstvo. 
Poročen je bil poročen z bratovo vdovo Biltrudo (ali Pilitrudo), kar je po kanonskem pravu veljalo za incest. Korbinijan je vojvodo ovadil, četudi je priznal svojo napako in se skesal, s čimer je povzročil vojvodovo jezo in je moral pobegniti. Naslednje leto (725) je Bavarsko napadel Karel Martel, odpeljal Biltrudo in Svanahildo in v bitki ubil Grimoalda.